# تولید قهوه در تایلند

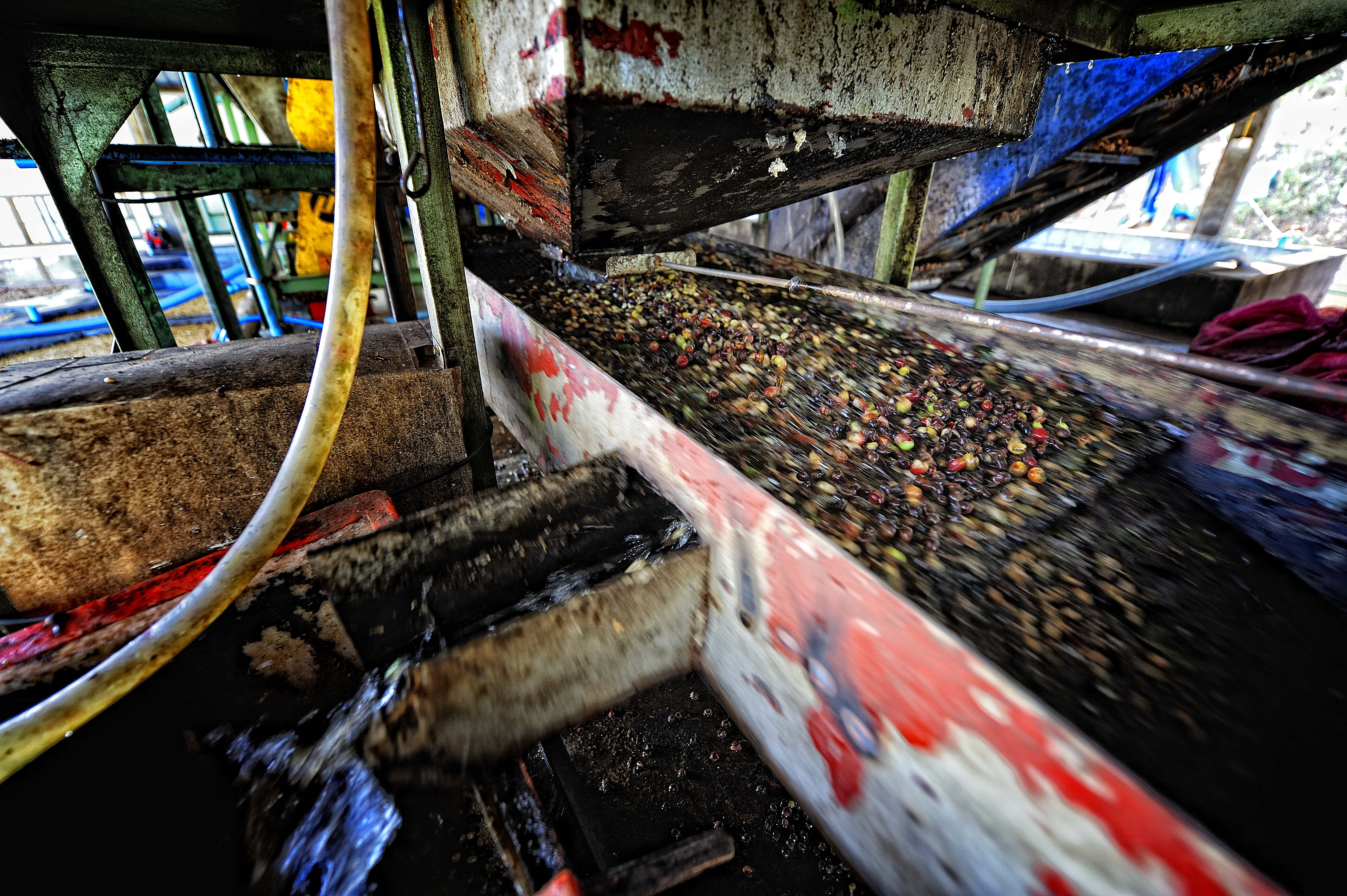
تولید قهوه، دوئی چانگ

تولید قهوه در تایلند (سیام سابق) در سال ۲۰۱۴، این کشور جزو یکی از ۲۵ کشور برتر تولید کننده قهوه در دنیا بود ولی موقعیت این کشور از لحاظ خاستگاه قهوه، در حد گسترده شناخته شده نیست. اکوسیستم ویژه رو به رشدی برای قهوه در تایلند وجود دارد که کشاورزان، برشته کنندگان، کافه‌ها و مصرف‌کنندگان را در کنار یکدیگر به صورت مسالمت آمیز مشغول به کار نگه می‌دارد. این اکوسیستم اغلب به عنوان نمونه ای از یک اکوسیستم قهوه در حال فعالیت در یک خاستگاه قهوه، که قهوه تولید شده از لحاظ اقتصادی و زیست‌محیطی در حالت پایداری قرار دارد، مورد توجه قرار می‌دهد.

## تاریخچه
تایلند کشوری است که به‌طور نسبی، به تازگی وارد جرگه تولیدکنندگان قهوه شده است. در دههٔ ۱۹۷۰، پادشاه بومیپول آدولیاده یک سری پروژه تولید قهوه را در شمال کشور راه اندازی کرد تا به جوامع محلی کمک کند تا با تولید محصولاتی شبیه قهوه برای فروش و کسب درآمد، آن را به عنوان جایگزین پرورش خشخاش قرار دهند. تایلند در سال ۱۹۷۶ به صادر کننده قهوه تبدیل شد.

## تولید
به طورکلی، در شمال تایلند قهوه عربیکا و در جنوب روبوستا پرورش می‌یابد.
قهوه روبوستا به‌طور عمده در استان‌های چومپفون، سورات تانی، ناکون سی تاممارات، کرابی، پهانگ نگا و رانونگ پرورش می‌یابد. قهوه در مساحتی بالغ بر ۶۷٬۸۳۲ هکتار کشت می‌شود. میزان تولید قهوه در بخش جنوب کشور بالغ بر ۸۰٬۰۰۰ تن قهوه روبوستا است. یک چهارم از تولید قهوه روبوستا برای مصرف داخلی است که به اشکال قهوه محلول، برشته شده، پودر و قهوه فوری می‌باشند.
بر اساس آمار ارائه شده توسط فائو در سال ۲۰۱۳، از ۵۱٬۰۰۰ هکتار کشتزارهای پرورش قهوه، مقداری بالغ بر ۵۰٬۰۰۰ تن قهوه تولید شده بود. بازدهی محصول برابر با ۹۸۰ کیلوگرم در هر هکتار بود که از این لحاظ در رتبهٔ هجدهم جان قرار گرفت.در حال حاضر، در شمال تایلند ۱۰٬۰۰۰ تن قهوه عربیکا و حدود ۳۰٬۰۰۰ تن قهوه روبوستا به عمل می‌آید. برای تولید قهوه ارگانیک به نظر می‌رسد ارتفاعاتی در محدوده ۸۰۰ متر (۲٬۶۰۰ فوت) تا ۱۲۰۰ متر (۳٬۹۰۰ فوت) مناسب باشد. قهوه هم در مناطق سایه دار و هم در مناطقی با وجود نور کامل خورشید پرورش می‌یابد. هم چنین کشت ترکیبی به صورت تخصصی و داشتن تجربه کامل، در نواحی تپه ای به همراه درختان میوه انجام می‌گیرد.